# Příběhy ze Zeměmoří (film)
Příběhy ze Zeměmoří (japonsky ゲド戦記, Gedo senki) jsou japonský animovaný film (anime) režiséra Goróa Mijazakiho (syn Hajaa Mijazakiho) z roku 2006 produkovaný studiem Ghibli. Japonská premiéra filmu se uskutečnila 29. července 2006. Film vychází zejména ze třetí knihy série Zeměmoří od Ursuly K. Le Guinové Nejvzdálenější pobřeží.

## České vydání
Film poprvé na českém DVD vyšel 2. dubna 2013 v distribuci společnosti Hollywood Classic Entertainment. DVD obsahuje vedle japonské zvukové stopy a českých podtitulků také český dabing vyrobený Českou televizí. Autorem překladu pro dabing i podtitulky byl japanolog Martin Tirala.